# 조우어의 기차
조우어의 기차(周漁的火車, Zhou Yu's Train)는 홍콩에서 제작된 선자오 감독의 2002년 멜로/로맨스, 드라마 영화이다. 공리 등이 주연으로 출연하였고 황젠신 등이 제작에 참여하였다.

## 출연

### 주연
- 공리
- 양가휘
- 순홍레이

## 제작진
- 미술: Li Sun